# Gert Tönnies
Gert Cornils Johannes Tönnies (* 15. Mai 1851 in Oldenswort; † 3. Juli 1928 in Kiel) war Landwirt und Mitglied des Deutschen Reichstags.

## Leben
Gert Tönnies – älterer Bruder des Soziologen Ferdinand Tönnies – besuchte die Volksschule, erhielt Privatunterricht und absolvierte das Gymnasium in Husum. Von 1868 bis 1872 war er als Großkaufmannslehrling in Hamburg, 1872–73 Einjährig-Freiwilliger im 16. Husaren-Regiment und von 1874 bis 1881 in einem der ersten Großhandelshäuser Londons als Korrespondent und Buchhalter. 1882 übernahm er den Familien-Stammsitz in Garding und wurde Landwirt. Dort war er auch stellvertretender Gemeindevorsteher und 1889 Amtsvorsteher. Viele Jahre war er auch Mitglied des Verwaltungs-Ausschusses des Verbandes Schleswig-Holsteinischer landwirtschaftlicher Genossenschaft in Kiel und Mitglied des Aufsichtsrats der Schleswig-Holsteinschen Hauptgenossenschaft in Kiel seit deren Begründung.
Von 1898 bis 1903 war er Mitglied des Deutschen Reichstags für den Wahlkreis Provinz Schleswig-Holstein 4 (Tondern, Husum, Eiderstedt) und die Nationalliberale Partei.
Zwischen 1908 und 1918 war er auch Mitglied des Preußischen Abgeordnetenhauses und zeitweise auch Mitglied des Provinziallandtages Schleswig-Holstein.
Sein Großenkel war der Bankdirektor Uwe Tönnie (* 1922 in Garding).